# Alfred Mangena
Alfred Mangena (v.1879-1924) est le premier avocat noir d'Afrique du Sud et un membre fondateur du Congrès national africain (ANC).

## Biographie
Alfred Mangena est né à Escort dans la colonie du Natal vers 1879. Il suit des études à l'école St.Barnabas au Cap à partir de 1900, qu'il complète ensuite par des études en droit en Angleterre (1903-1908). Durant cette époque, le jeune étudiant Mangena intervient dans la procédure visant les participants à la rébellion Bambatha de 1906 en présentant une pétition au gouvernement britannique contre Henry E. McCallum, le gouverneur du Natal, accusé d'avoir illégalement déclaré l'état d'urgence. En 1909, à l'appel du congrès des natifs du Transvaal, il intervient également pour protester contre le projet de South Africa Act fondant l'Union d'Afrique du Sud et prend contact avec les membres de la délégation mené par William Philip Schreiner.
Inscrit au barreau et de retour dans son pays natal, il est le premier noir d'Afrique du Sud qualifié en tant qu'avocat en 1910. Nommé à la Cour suprême d'Afrique du Sud, il ouvre une étude à Pretoria, une autre à Johannesbourg et s'associe avec Pixley Ka Isaka Seme à partir de 1916. Mangena se spécialise dans la lutte contre les discriminations dont peuvent être victimes les noirs non seulement dans l'accès aux juridictions de l'ordre judiciaire mais aussi lorsqu'ils sont en procès contre des Blancs. Il devient très populaire au sein des populations autochtones et parmi les chefs tribaux.
En 1912, Mangena est trésorier principal et l'un des 4 vice-présidents du tout jeune congrès national africain. Il publie par ailleurs le premier numéro de the native Advocate, un journal d'expression anglaise et bantouphone qui cesse de paraitre au bout de 2 ans. En 1913, il fait partie de la délégation qui tente d'infléchir Jacobus Wilhelmus Sauer, le ministre des affaires indigèes lors du vote du Natives Land Act (loi sur les terres indigènes).
Marié en 1916 à Anna Victoria Cobela Ntuli (v.1885/1895-1961) avec une infirmière de Natal, Mangena est de santé fragile. il décède prématurément à son domicile de Umtata en 1924 à l'âge de 45 ans.